# Dietlindenstraße (metropolitana di Monaco di Baviera)
Dietlindenstraße è una stazione di metropolitana di Monaco di Baviera inaugurata il 19 ottobre 1971.
È servita dalla linea U6, ed ha due binari.